# Garett Bischoff
 (juin 2014).
Améliorez-le ou discutez des points à vérifier. 
Pour les articles homonymes, voir Bischoff.
Garett Bischoff (né le 20 avril 1984 à Détroit) est un catcheur (lutteur professionnel) américain.
Il est le fils du promoteur de catch Eric Bischoff. Il commence à travailler à la Total Nonstop Action Wrestling comme arbitre en 2010. Il devient catcheur en 2011 et se fait connaître comme membre des Aces & Eights. Son contrat avec la TNA prend fin en 2015.

## Carrière

### Total Nonstop Action Wrestling (2010-2015)

#### Arbitre officiel (2010-2011)
Bischoff a fait ses débuts comme arbitre pour la Total Nonstop Action Wrestling sous le nom de James Jackson le 7 novembre 2010 à Turning Point.

#### Début en tant que catcheur, rivalité avec Immortal et alliance avec Devon (2011-2012)
Le 16 octobre 2011 au cours de Bound for Glory, il arbitre le match opposant Sting à Hulk Hogan. Après ce combat, Eric Bischoff révèle que Jackson James est son fils Garett. Il est ensuite attaqué par les membres du clan Immortal.

#### Aces & Eights (2013)

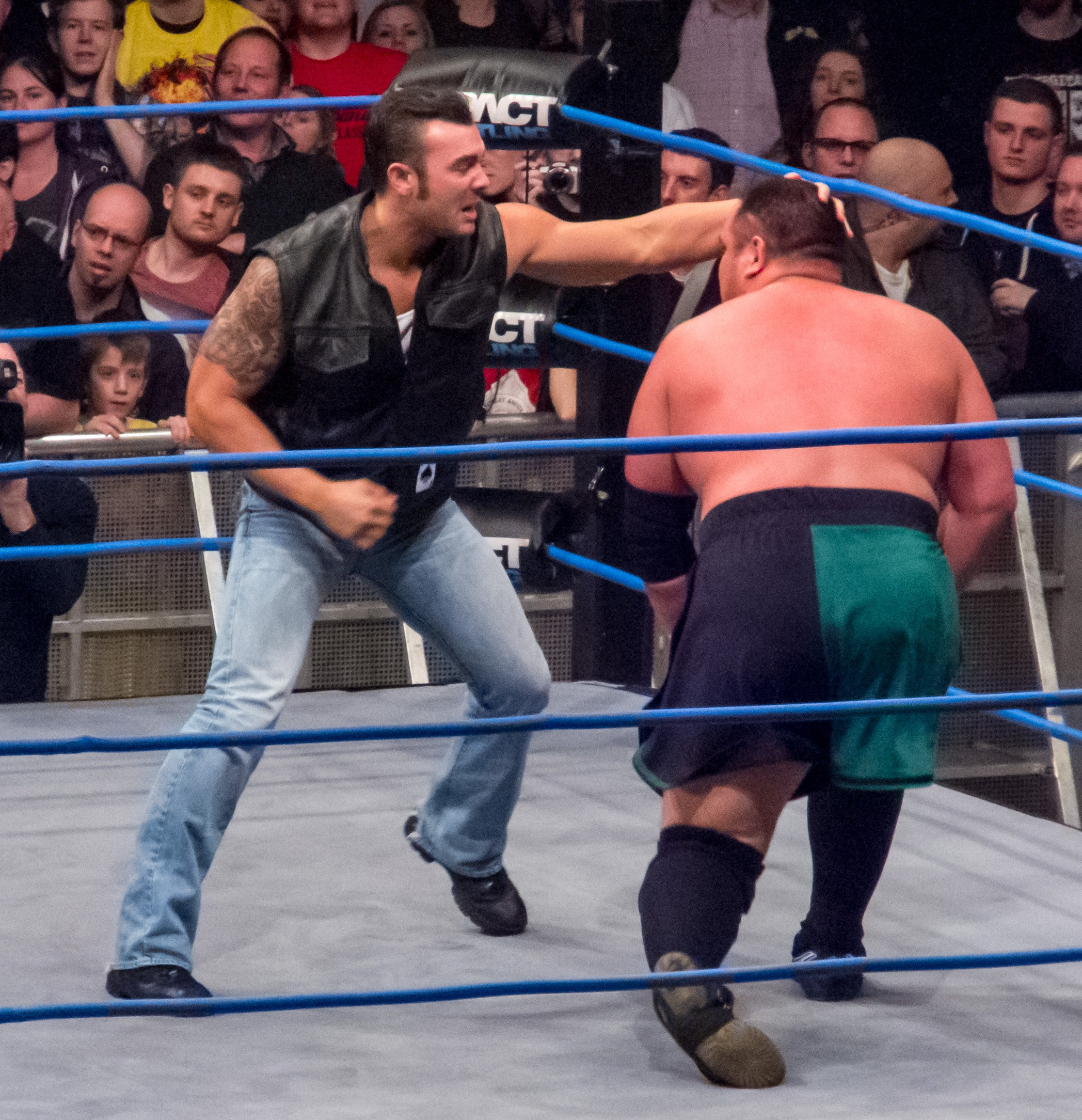
Bischoff en tant que membre des Aces & Eights attaquant Samoa Joe.

Il effectue un Heel Turn lors de l'Impact du 31 janvier 2013 en même temps que Wes Brisco en dévoilant qu'il est membre des Aces & Eights.
Lors de Lockdown, il perd avec Devon, DOC, Knux et Mr. Anderson contre Team TNA (Eric Young, James Storm, Magnus, Samoa Joe et Sting). Lors de Slammiversary, il perd avec Mr. Anderson et Wes Brisco contre Jeff Hardy, Magnus et Samoa Joe.

#### Départ (2015)
Le 1er avril, la TNA annonce son départ de la fédération.

## Palmarès
- Atomic Revolutionary Wrestling 
  - 1 fois ARW Tag Team Champion avec Wes Brisco